# Porta Raudusculana

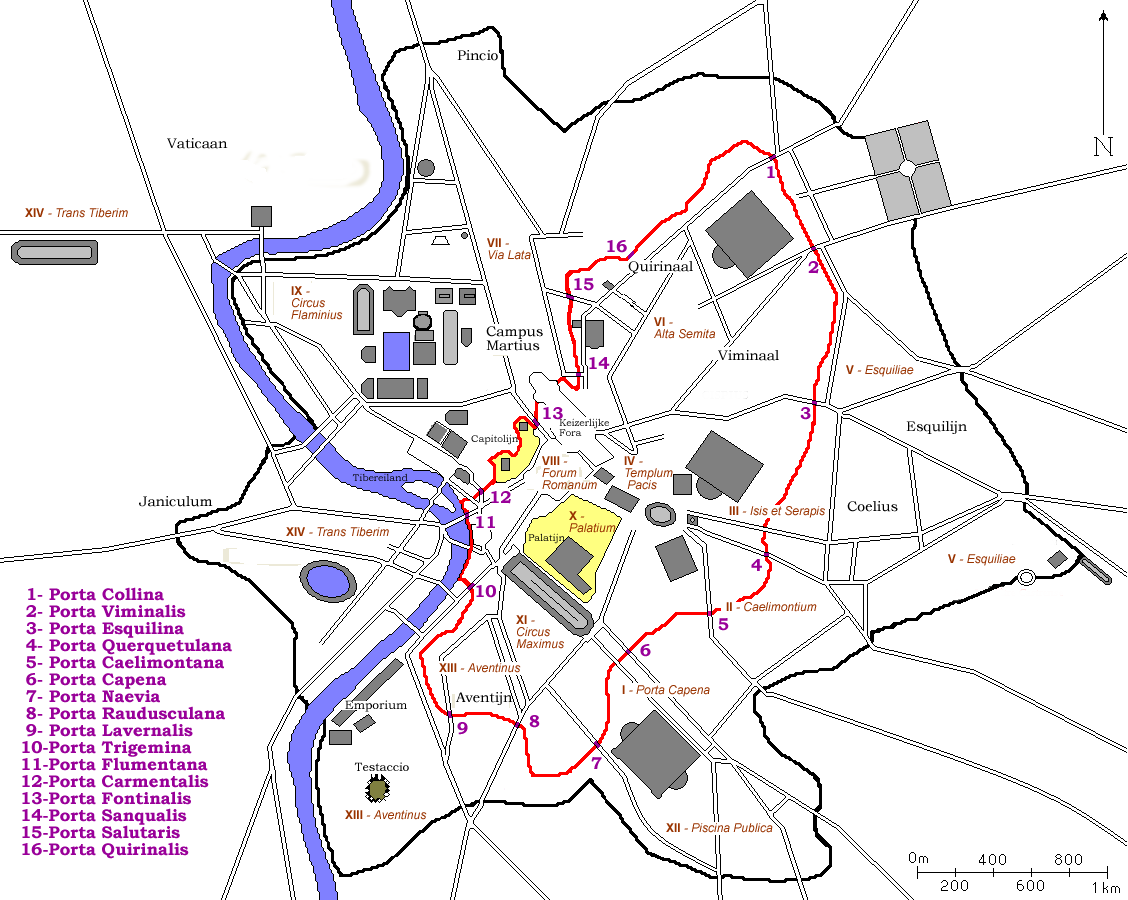
De Servische Muur met de stadspoorten

De Porta Raudusculana was een stadspoort in de Muur van Servius Tullius in het Oude Rome.
De Romeinse schrijver Marcus Terentius Varro noemt de poort in een serie tussen de Porta Naevia en de Porta Lavernalis in. Het is daardoor waarschijnlijk dat de Porta Raudusculana op de Aventijn stond, in de zuidelijke sectie van de Servische Muur. Volgens Varro betekent de naam Raudusculana "met brons bekleed", afkomstig van het Latijnse woord "Raudus" voor brons. Mogelijk was de poort ter versteviging bekleed met bronzen platen.
Volgens de schrijver Valerius Maximus ontleende de poort zijn naam echter aan de bronzen hoorns, die boven de doorgang waren bevestigd. Deze herinnerden aan de legende van praetor Genucius Cipus, bij wie in 263 v.Chr. spontaan twee hoorns op zijn hoofd groeiden toen hij door deze poort de stad verliet op weg naar een oorlog. Dit werd geïnterpreteerd als een teken dat Cipus bij terugkeer koning van Rome zou worden. Dit was in de Republikeinse tijd zeer ongewenst en om te voorkomen dat de voorspelling uit zou komen keerde Cipus niet meer terug naar de stad.
Porta Collina · Porta Viminalis · Porta Esquilina · Porta Querquetulana · Porta Caelimontana · Porta Capena · Porta Naevia · Porta Raudusculana · Porta Lavernalis · Porta Trigemina · Porta Flumentana · Porta Carmentalis · Porta Fontinalis · Porta Sanqualis · Porta Salutaris · Porta Quirinalis